# Улица Бубнова (Самара)
У́лица Бу́бнова — расположена в Приволжском микрорайоне Промышленного района города Самара.
Проходит от Московского шоссе до Молодёжной улицы, параллельно улице Георгия Димитрова и проспекту Кирова,
Названа 18 октября 1979 года в честь Андрея Сергеевича Бубнова.

## Здания и сооружения
Застроена в 1982—1985 годах преимущественно 9 и 12-этажными жилыми зданиями панельного типа.
- № 6 — детский сад № 230 «Теремок»
- № 7 — школа № 108 имени С. В. Ильюшина

## Почтовые индексы
- 443122
- 443115

## Транспорт
По улице Бубнова общественный транспорт не ходит.
Доехать до ул. Бубнова можно по проспекту Кирова и Московскому шоссе:
- троллейбусами — 4к, 4, 8, 9, 12, 19
- автобусами — 1, 6, 21, 56

а также по ул. Георгия Димитрова и Молодёжной:
- автобусами — 61, 70, 226, 261, 21м.